# Radicaal 26
Van de in totaal 214 Kangxi-radicalen heeft radicaal 26 de betekenis knielen. Het is een van de drieëntwintig radicalen die bestaat uit twee strepen.
In het Kangxi-woordenboek zijn er veertig karakters die dit radicaal gebruiken.

## Karakters met het radicaal 26
| Strepen | Karakter       |
| ------- | -------------- |
| + 0     | 卩             |
| + 1     | 卪             |
| + 2     | 卫 卬          |
| + 3     | 卭 卮 卯       |
| + 4     | 印 危          |
| + 5     | 卲 即 却 卵    |
| + 6     | 卶 卷 卸 卺 巻 |
| + 7     | 卹 卻 卼 卽    |
| + 8     | 卿             |
| + 9     | 卾             |
| + 11    | 厀 厁          |

Klein zegelkarakter